# Some Living American Women Artists
Some Living American Women Artists (« Quelques femmes artistes américaines vivantes ») ou Some Living American Women Artists/Last Supper (en ajoutant la Cène) est un collage réalisé en 1972 par l'artiste américaine Mary Beth Edelson pendant le mouvement féministe de la deuxième vague. L'œuvre fait partie de la collection du Museum of Modern Art.
La partie centrale est une image inspirée de l'œuvre de Léonard de Vinci du XVe siècle intitulée La Cène. Edelson a remplacé les visages des disciples du Christ par des photographies découpées d'artistes américaines. Elle a entouré l'image centrale d'autres photographies de femmes artistes américaines.
Edelson voulait que le collage « identifie et commémore les femmes artistes, qui étaient peu reconnues à l'époque, en les présentant comme le grand sujet — tout en se moquant du patriarcat qui exclut les femmes des positions de pouvoir et d'autorité. » Cette image, qui traite du rôle de l'iconographie religieuse et historique de l'art dans la subordination des femmes, est devenue « l'une des images les plus emblématiques du mouvement artistique féministe (en) ».
Une édition lithographique de 50 tirages a ensuite été créée et des posters ont été créés pour être envoyés aux artistes représentées et pour diffuser l'œuvre dans les cercles féministes.

## Description technique
Ce collage de 71,8 × 109,2 cm est composé de tirages à la gélatine argentique découpés et collés, sur lesquels l'artiste a dessiné au crayon et tapé des caractères à la machine à écrire transféré sur papier découpé et collé,. Le collage original fait partie de la collection du Museum of Modern Art.
Une édition lithographique offset de 50 tirages d'environ 63,5 × 96,8 cm a ensuite été créée la même année. Plusieurs institutions muséales en possèdent des exemplaires, notamment le Smithsonian American Art Museum et le Frost Art Museum,.
Des posters ont été édités et envoyés aux artistes représentées ainsi qu'à des centres pour femmes, des conférences et à des éditeurs féministes.

## Mary Beth Edelson et la genèse de l'œuvre
Mary Beth Edelson (Chicago, 1933-2021) est une pionnière du mouvement artistique féministe (en) dans les années 1960 et de sa propagation,. Elle commence sa carrière de militante et d'artiste vers l'âge de quatorze ans. Elle est très active dans les relations raciales et les mouvements de défense des droits civiques ainsi que dans les deuxième et troisième vagues des mouvements artistiques féministes. Le fait que près de 98% de toutes les galeries du pays n'exposaient aucune femme artiste ont poussé Edelson à aborder le statut des femmes et à connecter les femmes artistes entre elles et au monde de l'art au sens large. Ses performances, peintures et collages explorent systématiquement le rôle des femmes dans la société et remettent en question les valeurs patriarcales dominantes.
Entre 1968 et 1973, Edelson coorganise à Washington DC la première National Conference for Women in the Visual Arts (Conférence nationale pour les femmes dans les arts visuels) à la Corcoran Gallery of Art. Elle réunit des femmes artistes de tout le pays, dont beaucoup ne s'étaient jamais rencontrées auparavant. En 1972, Edelson se lance dans ses premières grandes œuvres collaboratives, notamment 22 Others, avec 22 amis artistes. Lorsqu'elle invite ceux-ci à suggérer un thème pour une nouvelle pièce, le peintre et sculpteur Ed McGowin (en) a suggéré le point de départ : « la religion organisée comme point de départ, [et] exposez tous les aspects négatifs de la religion organisée qui pourraient vous apparaître, ce qui rend les implications politiques, sociales et philosophiques claires ».
Edelson choisit une approche humoristique en détournant la célèbre fresque de Léonard de Vinci, La Cène (1495-1498) pour plus d'efficacité : elle appose des têtes d'artistes féminines de premier plan sur celles du Christ et des apôtres, des figures bibliques masculines, dans l'image originale,.
Elle choisit Georgia O'Keefe (Sun Prairie, 1887-1986), figure majeure de l'art moderniste et précisionniste, pour prendre la place du Christ et Nancy Graves, importante peintre et sculptrice postminimaliste à la place de Saint Jean. Elle colle sur les visages des disciples ceux de ses amies, notamment les artistes Alma Thomas (Columbus, 1891-1978, peintre expressionniste afro-américaine), Yoko Ono (Tokyo, 1933-, artiste pluri-disciplinaire), Lee Krasner (New York, 1908-1984, peintre de la mouvance de l'expressionnisme abstrait) et en inclut d'autres dans la bordure, comme Faith Ringgold (New York, 1930-, artiste afro-américaine connue pour ses peintures mosaïques et ses courtepointes), Agnès Martin (Macklin, 1912-2004, artiste minimaliste) et Alice Neel (Pennsylvanie, 1900-1984, peintre figurative, féministe et engagée). L'emplacement des autres femmes est aléatoire : Edelson ne connaît pas personnellement toutes les artistes représentées,. Elle ne les associe pas selon des appartenances politiques, mais cherche à diversifier la représentation de ces femmes par couleur de peau ou technique artistique. En signe de solidarité, elle a néanmoins choisi de ne faire jouer le rôle de Judas à aucune de ses pairs,. 

« L'humour est un mode de discours indirect et ambigu qui, par conséquent, peut avoir de multiples interprétations. Il peut potentiellement perturber les significations dominantes et l'ordre social tout en protégeant le plaisantin des conséquences qui pourraient survenir si le même message était délivré sur un mode sérieux. L'humour sabote les critiques, car contrairement au langage parlé, le rire n'appartient pas à un code linguistique et a donc la possibilité de briser ce moule de manière créative tout en profitant de l'attrait naturel de l'humour. »

— Mary Beth Edelson
Elle choisit néanmoins délibérément un tableau qui porte initialement la présence de Marie Madeleine, qui confrontait la subordination des femmes, courante dans la société et la religion, et remplace des figures masculines par des figures féminines, afin de remettre en question un « club de peinture » réservé aux hommes depuis des siècles,.

## Représentation de la femme
À la place du Christ, Georgia O'Keeffe est assise au centre de la table (littérale et proverbiale) aux côtés d'autres femmes artistes pionnières. Conçue en plein milieu de la deuxième vague féministe (années 1970), l'œuvre dénonce l'inégalité des chances et réaffirme l'objectif du mouvement de mettre en évidence la négation de l'absence des femmes dans la documentation historique et de revendiquer la reconnaissance des femmes artistes,,.
Cette composition devient très rapidement l'une des images les plus iconiques et symboliques du mouvement artistique féministe (en),,. En détournant une iconographie chrétienne, l'artiste dénonce le rôle de la religion organisée comme force culturelle majeure dans la subordination des femmes dans l'histoire,,,. Elle utilise la thématique de l'œuvre pour « [honorer] les idéaux œcuméniques de communion et de communauté » féminins et cherche à reprendre le contrôle de l'identité féminine et de la transformer en un puissant moyen d'expression. Elle poursuivra cette quête et cette remise en question de la religion au travers d'autres œuvres telles que le photomontage Goddess Head (1975) ou la performance Proposals for: Memorials to the 9,000,000 Women Burned as Witches in the Christian Era (1977).
Elle emploie à nouveau le collage et la même composition que Some Living American Women Artists pour détourner le tableau de Rembrandt, La Leçon d'anatomie du docteur Tulp et remplacer les visages des élèves et du docteur par des visages de femmes dans Death of Patriarchy/AIR Anatomy Lesson (1976) ; au centre de la composition, la figure centrale — Mary Beth Edelson elle-même — dissèque un cadavre qui porte le nom de The Patriarchy (Le Patriarcat),.
Edelson réutilise les images d'artistes actives dans des groupes féministes de Some Living American Women Artists pour créer une série d'installations murales, que Kathleen Wentrack analyse comme étant des « documents historiques qui décrivent les processus organisationnels et de travail d'une communauté en train de mettre en œuvre une révolution ».
En associant des femmes artistes qui ne se connaissent pas dans une scène de communion, Some Living American Women Artists « peut être lu comme une sorte de réseau de médias analogiques ou proto-sociaux qui impliquait d'envisager un avenir plus féministe ». Après le premier collage, elle crée des estampes qui peuvent donc être reproduites en plusieurs exemplaires, comprenant que l'œuvre gagnerait à être diffusée et permettrait de créer de nouvelles connexions,.
Some Living American Women Artists est considérée comme l'œuvre iconique de Mary Beth Edelson. À propos de celle-ci, l'artiste a déclaré qu'elle a eu « le double plaisir de présenter les noms et les visages de nombreuses femmes artistes, rarement vues en 1972 [...] tout en se moquant de l'exclusivité masculine du patriarcat », sa principale préoccupation en tant que pionnière du mouvement. Le sujet d'un dîner et l'inversion des rôles ont influencé des projets artistiques au sein et en dehors du mouvement artistique féministe.

## Artistes incluses

### Dans la partie centrale
Les artistes incluses dans la représentation de la Cène sont:
- Lynda Benglis
- Helen Frankenthaler
- June Wayne
- Alma Thomas
- Lee Krasner
- Nancy Graves
- Georgia O'Keeffe
- Elaine de Kooning
- Louise Nevelson
- M. C. Richards (en)
- Louise Bourgeois
- Lila Katzen (en)
- Yoko Ono

### Dans la bordure
Les photographies d'artistes en bordure sont numérotées, avec une clé en bas. Il y a une image numérotée « 3 », mais elle n'est pas incluse dans la clé. Le numéro « 43 » ne figure ni dans la bordure ni dans la clé.
1. Agnès Martin
2. Joan Mitchell
3. non identifiée
4. Grace Hartigan
5. Yayoi Kusama
6. Marisol
7. Alice Neel
8. Jane Wilson (en)
9. Judy Chicago
10. Gladys Nilson [sic] (en)
11. Betty Parsons
12. Miriam Shapiro [sic]
13. Lee Bonticou [sic]
14. Sylvia Stone (en)
15. Chryssa
16. Sue Ellen Rocca [sic] (en)
17. Carolee Schneeman [sic]
18. Lisette Model
19. Audrey Flack
20. Buffie Johnson (en)
21. Vera Simmons [sic] (en)
22. Helen Pashgian (en)
23. Susan Lewis Williams (en)
24. Racelle Strick
25. Ann McCoy (en)
26. J. L. Knight
27. Enid Sanford
28. Joan Balou
29. Marta Minujín
30. Rosemary Wright
31. Cynthia Bickley (en)
32. Lawra Gregory
33. Ágnes Dénes
34. Mary Beth Edelson
35. Irene Siegel (en)
36. Nancy Grossman (en)
37. Hannah Wilke
38. Jennifer Bartlett
39. Mary Corse
40. Eleanor Antin
41. Jane Kaufman (en)
42. Muriel Castanis (en)
43. pas en collage ou en clé
44. Susan Crile (en)
45. Anne Ryan
46. Sue Ann Childress
47. Patricia Mainardi (en)
48. Dindga McCannon
49. Alice Shaddle (en)
50. Arden Scott
51. Faith Rionggold [sic]
52. Sharon Brant
53. Daria Dorosh (en)
54. Nina Yankowitz (en)
55. Rachel bas-Cohain (en)
56. Loretta Dunkelman (en)
57. Kay Brown
58. CeRoser (en)
59. Noma Copley (en)
60. Martha Edelheit
61. Jackie Skyles (en)
62. Barbara Zuker [sic] (en)
63. Susan Williams (en)
64. Judith Bernstein
65. Rosemary Mayer (en)
66. Maud Boltz [sic] (en)
67. Patsy Norvell (en)
68. Joan Danziger (en)
69. Minna Citron